# Fáy Pál
Fáji Fáy Pál (Szendrő, 1750 – Abaújszina, 1803. június 28.) országgyűlési követ.

## Életek
Fáy Pál (?-1772) és Ragályi Katalin fia. Országgyűlési követ 1790–1791-ben és Torna vármegye alispánja volt 1802-ig.

## Művei
- Elaboratum de statu antiquo, et recentiori, ac futura coordinatione oppidorum. Hajdonicalium (Posonii, 1826. Opus deputat. regnicolaris 12.)
- Projectum de regulatione zingarorum. (Posonii, 1826. Opus dep. regn. 19.)
- Projectum continens regulas et ordines politicos in negotio sanitatis. (Sopronii, 1826. Opus dep. regn 20.)